# Gouvernement al-Fayyum

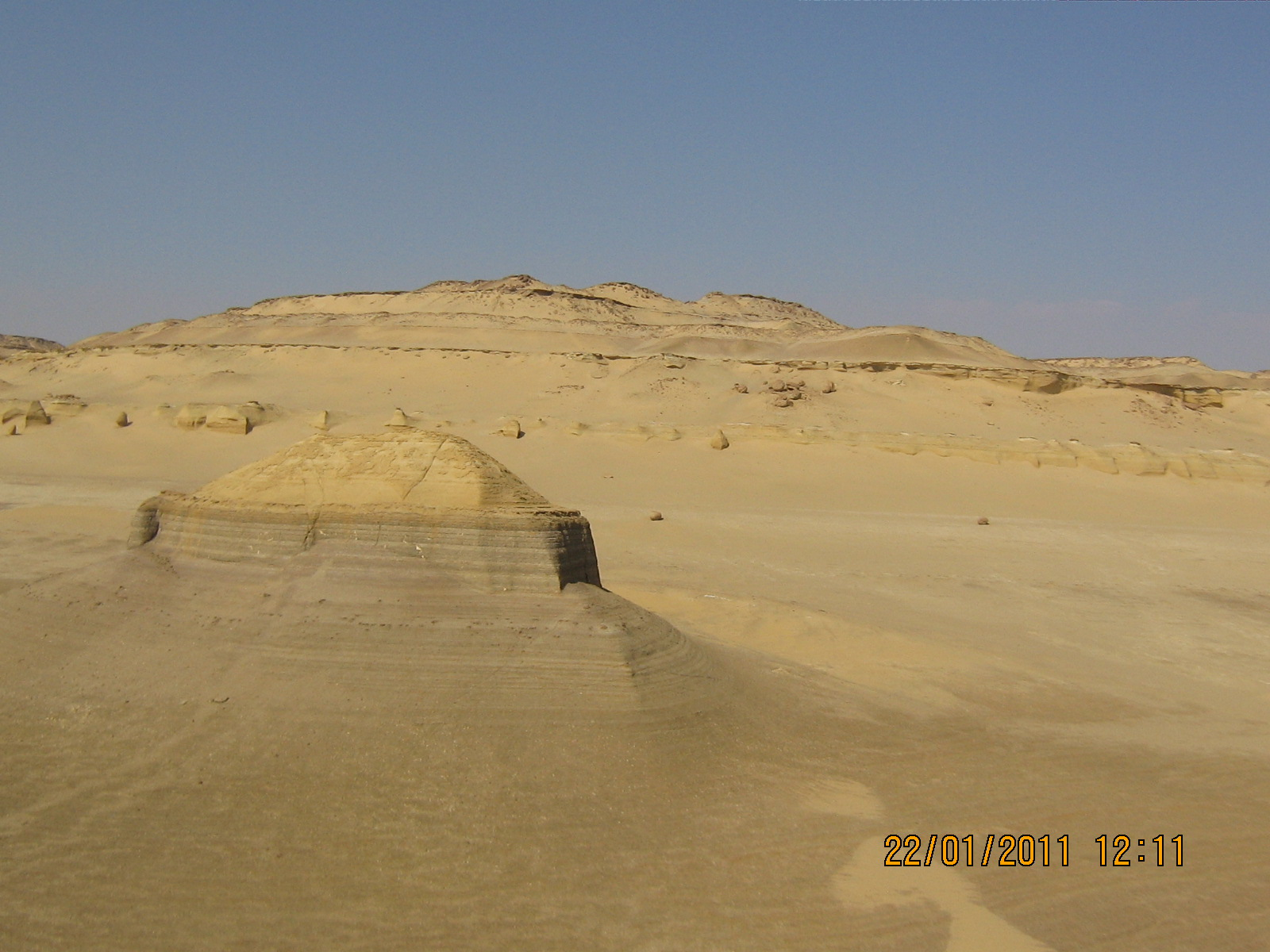
Landschaft nördlich des Qarunsees

al-Fayyum (arabisch محافظة الفيوم Muhāfazat al-Fayyūm, DMG Muḥāfaẓat al-Fayyūm, ägyptisch-Arabisch Muḥāfẓet El Fayyūm), auch Faijum, ist ein Gouvernement in Ägypten mit 2.979.029 Einwohnern und liegt in Mittelägypten, am Ostrand der Libyschen Wüste, 90 km südwestlich von Kairo.
Es grenzt im Westen und im Norden an das Gouvernement al-Dschiza und im Osten und Süden an das Gouvernement Bani Suwaif. Das Verwaltungszentrum ist Madinat al-Fayyum.
Zum Gouvernement gehört auch das Wādī al-Ḥītān, seit 2005 Stätte des UNESCO-Weltnaturerbes.